# Klarnica
Klarnica je stara sorta vinske trte in istoimensko vino zlato rumene barve. Danes je ta sorta vzgajana večinoma po Vipavski dolini.
Trta je samosevka iz Dornberka, ki se je razširila po celotni Vipavski dolini, najdena v zaraščenem vrtu neke ge. Klare. Matija Vrtovec 1844 jo navaja kot "Klarna meja". V Dornberku jo bolj poznajo kot "Mejina", manj kot "Klarnica". Vrtovec jo takole opiše:
"Klarna meja: v meji neke gospe Klare samosevka najdena in iz Dorenberga gori in doli po Ipavi močno nasajena; rodovitna, nekoliko v zrajanju kasna, nekoliko pustih in vodenih jagod. Pravijo, de, kar so si jo Dornberžani možno zaplodili, niso njih vina več tolikanj obrajtane."
Slabih 30 let kasneje, natančno leta 1873, pa najdemo zapis v časopisu »Soča« dne 24.aprila 1873, da je g. predsednik tamkajšnjega društva, g. Jožef Ganz, po postopku vinorejske šole v Klosterneuburgu, napravil iz mejine dobro vino, ga butiliral ter na razstavi na Dunaju istega leta za to prejel svetinjo za zasluge.
Vino ima poleg zlatih tonov tudi rahlo zaznavne zelenkaste odtenke, vonj pa spominja na travniško rožo nikoto. Vino je prijetno, bogato telo pa v ustih pušča spomin še dolgo časa. Lepo se poda k jedem na žaru in raznim vrstam sirov. Ponekod iz klarnice izdelujejo tudi peneče vino.